# Terrassements (archéologie)

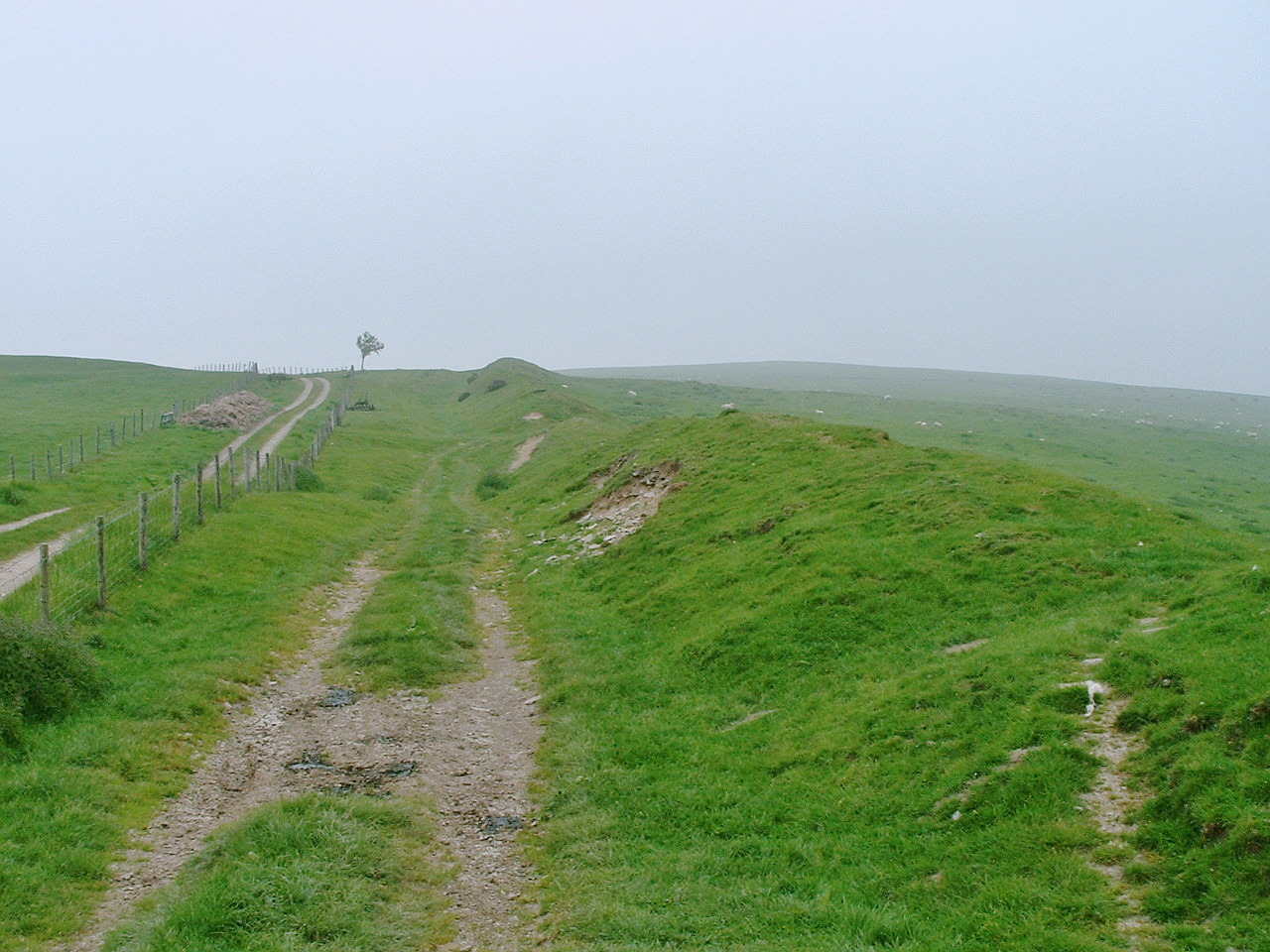
La digue d'Offa, Grande-Bretagne

En archéologie, un terrassement est une modification artificielle du niveau du sol, généralement constituée d'amas de roches et de terre placés ou sculptés artificiellement. Les remblais peuvent être eux-mêmes des éléments archéologiques ou contenir de tels éléments situés sous la surface.

## Types
Les ouvrages de terrassement étudiés par les archéologues sont principalement les collines fortifiées, les henges, les buttes, les buttes à plate-forme, les tertres à effigie, les enclos, les tumulus allongés, les tumulus ronds, les crêtes et les sillons, les mottes castrales et autres tombes en relief.
- Les collines fortifiées, un type de retranchement fait principalement de terre et d'autres matériaux naturels, comme le sable, la paille et l'eau, ont été édifiées comme moyen de protection dès la fin du Néolithique et plus fréquemment à l'Âge du bronze et à l'Âge du fer[3].
- Un henge consiste en une aire de forme circulaire entourée d'un talus et d'un ou de plusieurs fossés, avec le talus à l'extérieur du fossé, construit avec la terre de l'intérieur du fossé. On pense qu'ils ont été utilisés comme monuments pour des cérémonies rituelles[4].
- Un tumulus est un amas de terre et de roches édifié par l'homme, souvent créé pour marquer un lieu de sépulture[5]. Un tertre est un monticule de terre[6].
- Un tumulus rond est un monticule de forme arrondie utilisé au Néolithique[7].
- Les tumulus allongés sont des monticules de forme oblongue utilisés pour les sépultures[8].
- Les monticules à plate-forme sont des monticules de forme pyramidale ou rectangulaire utilisés pour soutenir un bâtiment ou un temple[9].
- Un tertre à effigie (en) est un amas de terre, souvent de très grande taille, façonné à l'image d'une personne ou d'un animal, souvent pour des raisons symboliques ou spirituelles[10].
- Un enclos est un espace entouré d'une clôture, éventuellement en terre[11].
- Un éperon barré est un éperon naturel barré par un talus et un fossé, ou parfois un fossé entre deux talus, protégeant un accès en pente douce. On les trouve en Europe et ils appartiennent généralement à l'Âge du bronze ou à l'Âge du fer[12].
- Les crêtes et les sillons sont des ensembles de dépressions et de crêtes parallèles dans le sol, formés principalement par d'anciennes techniques agricoles[13].
- Les mottes castrales sont des structures en terre et en pierre qui supportaient autrefois un fort médiéval. Elles constituent un élément important du château à motte, une conception de château du début de l'époque normande dans laquelle le château est construit sur la motte et entouré d'un fossé et d'une basse-cour, cette dernière étant protégée par une enceinte[14].
- Un géoglyphe est un grand dessin ou motif tracé au sol et que l'on voit mieux vu du ciel.

## Taille
La hauteur des remblais peut varier de quelques centimètres à la taille de Silbury Hill (40 mètres). Ils datent du Néolithique à nos jours. Les structures peuvent également s'étendre sur plusieurs dizaines de kilomètres (par exemple la digue d'Offa et le mur d'Antonin). Leur superficie peut atteindre plusieurs hectares, comme le château de Maiden, qui s'étend sur 19 hectares.

## Détection
On peut voir les terrassements peu profonds sous forme de marques de coupe ou sur des photographies aériennes lorsqu’elles sont prises lorsque le soleil est bas dans le ciel et que les ombres sont plus prononcées. De même, les terrassements peuvent être plus visibles après un gel ou une légère couche de neige.
Les travaux de terrassement en archéologie peuvent être détectés et tracés à l'aide de la détection et de la télémétrie par la lumière (Lidar). Cette technique est particulièrement utile pour cartographier de petites variations de hauteur du terrain qui seraient difficiles à détecter à l’œil nu. Elle peut être utilisée pour cartographier les objets situés sous le couvert forestier et les éléments cachés par la végétation. Les résultats obtenus avec la technique LIDAR peuvent être saisis dans un système d'information géographique (SIG) qui permet de recueillir et d’analyser les différents types de données spatiales et géographiques pour produire des représentations tridimensionnelles des travaux de terrassement.

## Interprétation

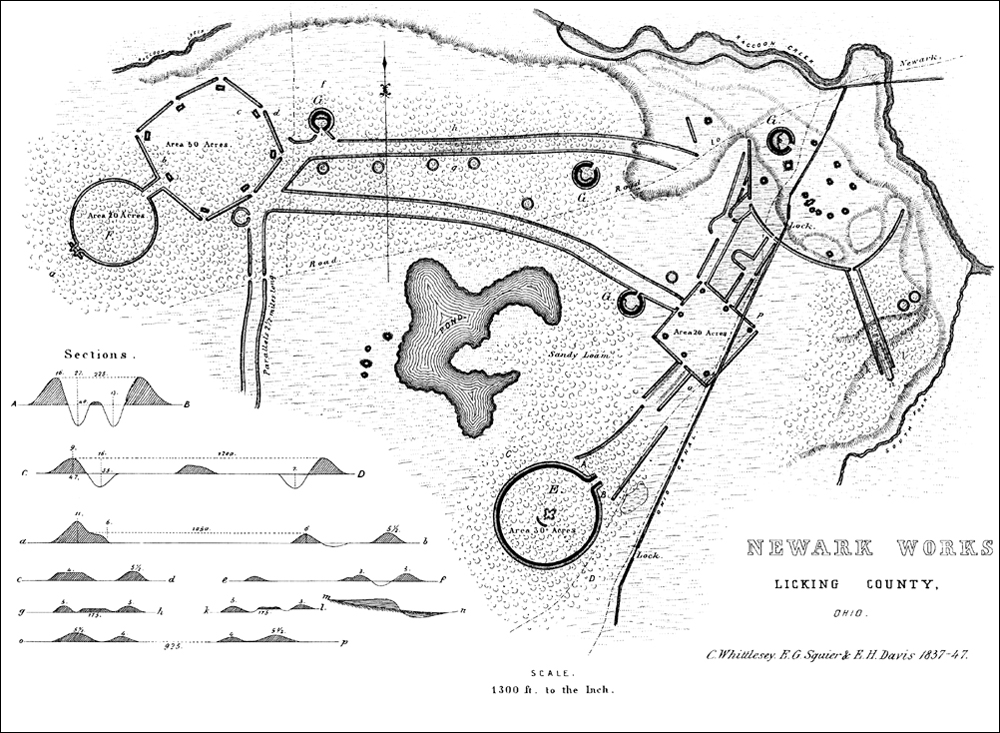
Plan d'un site Hopewell. Terrassements de Newark, Ohio, États-Unis

Un relevé précis des buttes et monticules peut permettre d’interpréter les terrassements sans nécessiter de fouille. Par exemple, les restes de villages médiévaux désertés peuvent être utilisés pour déterminer l’emplacement, la taille et la disposition des habitations perdues. Souvent, ces travaux peuvent indiquer la fonction d'un tel bâtiment, ainsi que le contexte dans lequel il existait.

## Exemples

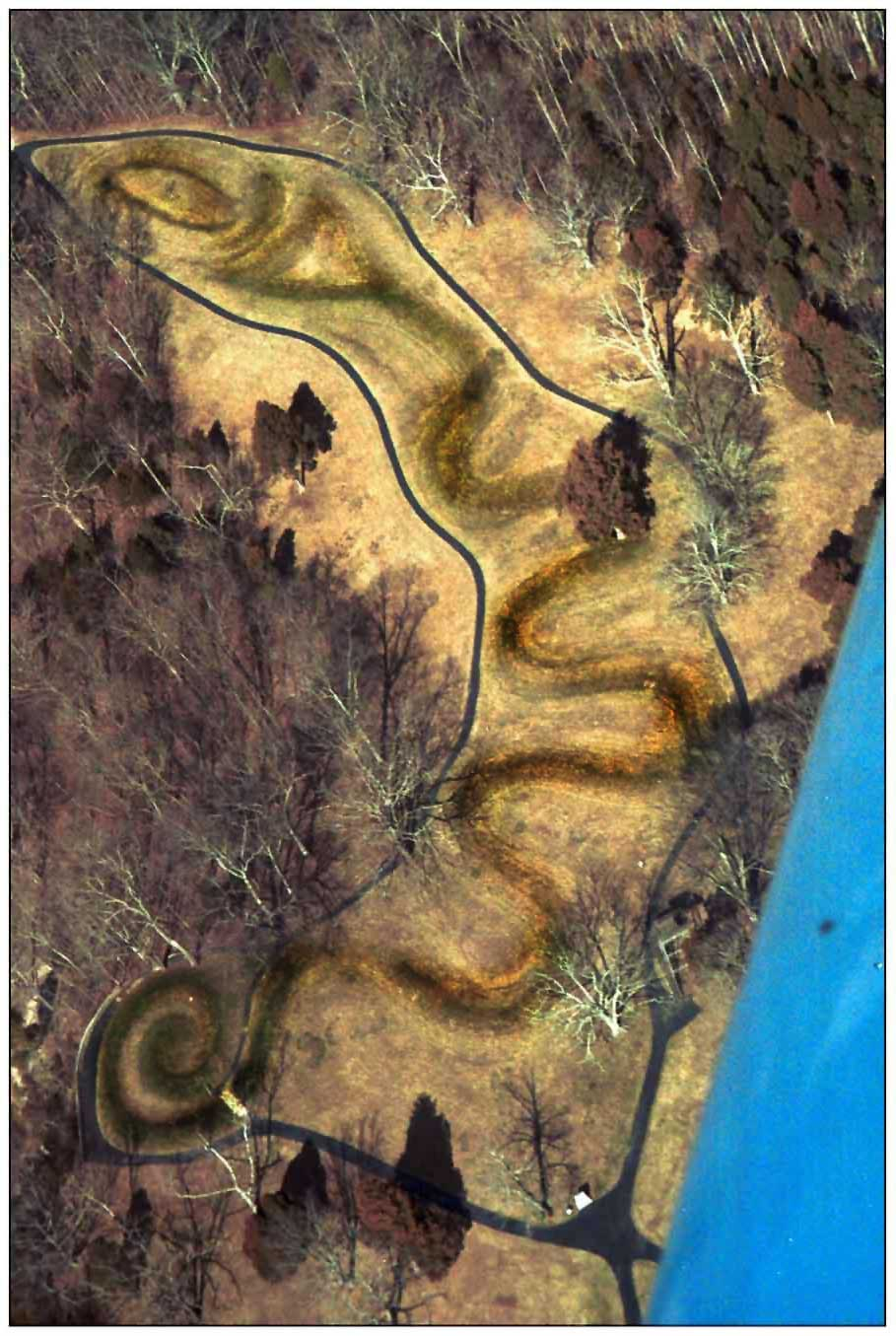
Tumulus du Grand serpent, Ohio

En Amérique du Nord, les tertres construits par les Amérindiens, connus sous le nom de Mound Builders (bâtisseurs de tertres), font partie des travaux de terrassement. Les peuples anciens qui vivaient dans le Midwest américain construisaient couramment des tertres à effigies, c'est-à-dire des tertres en forme d'animaux (réels ou imaginaires) ou de personnes. Le plus célèbre de ces tumulus à effigie est sans doute le Tumulus du Grand serpent. Situé dans l'Ohio, cet ouvrage en terre de 411 mètres de long est censé commémorer des alignements de planètes et d'étoiles qui revêtaient une importance particulière pour les Amérindiens qui l'ont construit. Les monticules coniques sont également nombreux, des milliers d'entre eux étant disséminés dans le Midwest américain, certains mesurant plus de 24 m de haut. Ces monticules coniques semblent marquer les tombes d'une personne ou même de dizaines de personnes. Un exemple de monticule conique est celui de Miamisburg, dans le centre de l'Ohio, dont on estime qu'il a été construit par des membres de la culture Adena entre 800 av. J.-C. et 100 apr. J.-C.. Les plaines américaines abritent également des monticules-temples, ou monticules à plate-forme, qui sont des monticules géants en forme de pyramide avec des sommets plats qui abritaient autrefois des temples en bois. Parmi les exemples de monticules-temples, citons Monk's Mound, situé sur le site de Cahokia à Collinsville, Illinois, et Mound H sur le site de Crystal River, dans le comté de Citrus, en Floride. Les terrassements de Poverty Point occupent l'un des sites les plus vastes d'Amérique du Nord, s'étendant sur une superficie de 320 hectares en Louisiane.
Les fortifications militaires peuvent donner lieu à des terrassements archéologiques ultérieurs. C'est le cas, par exemple, des camps romains qui peuvent laisser de petits remblais. Pendant la guerre de Sécession, des fortifications en terre ont été construites dans tout le pays, tant du côté des confédérés que de celui de l'Union. Le plus grand fort en terre construit pendant la guerre était la forteresse de Rosecrans, qui couvrait à l'origine 103 ha.
Dans le nord-est de la Somalie, près de la ville de Bosaso, à l'extrémité de la vallée de Baladi, se trouve un ouvrage en terre de 2 à 3 km de long,. La tradition locale raconte que ce remblai massif marque la tombe d'une matriarche de la communauté. Il s'agit de la plus grande structure de ce type dans la région de la Corne de l'Afrique.
Bigo bya Mugenyi est un vaste site de terrassements dans la région des Grands Lacs d'Afrique, dans le sud-ouest de l'Ouganda. Sur la rive sud de la rivière Katonga, les terrassements de Bigo consistent en une série de fossés et de bermes comprenant une arche extérieure qui englobe quatre enceintes interconnectées. Ensemble, les remblais de Bigo mesurent plus de 10 km de long. Les datations radiométriques issues des recherches archéologiques menées à Bigo font remonter les terrassements à environ 1300 - 1500 apr. J.-C., et ils ont été qualifiés de « monument ancien le plus grand et le plus important d'Ouganda ».
Les géoglyphes du Kazakhstan, découverts en 2007 grâce à Google Earth, sont un exemple de travaux de terrassement en Asie centrale.

## Galerie

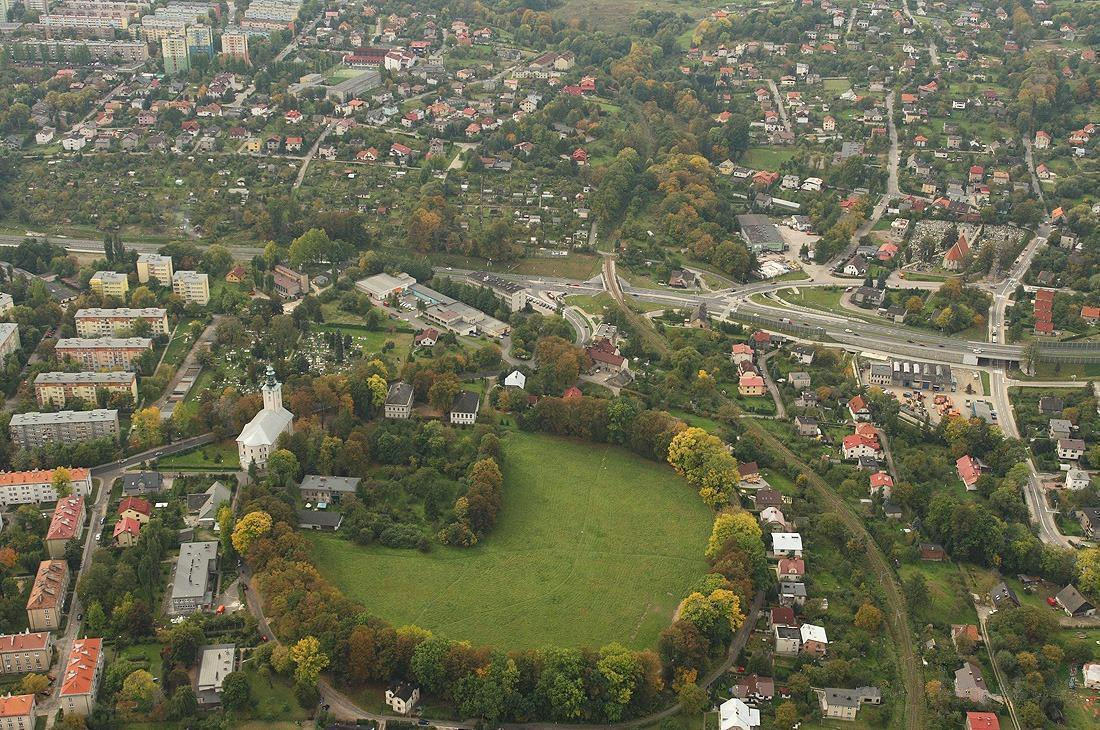
Fort de colline du XIe siècle : Bielsko-Biała, Pologne
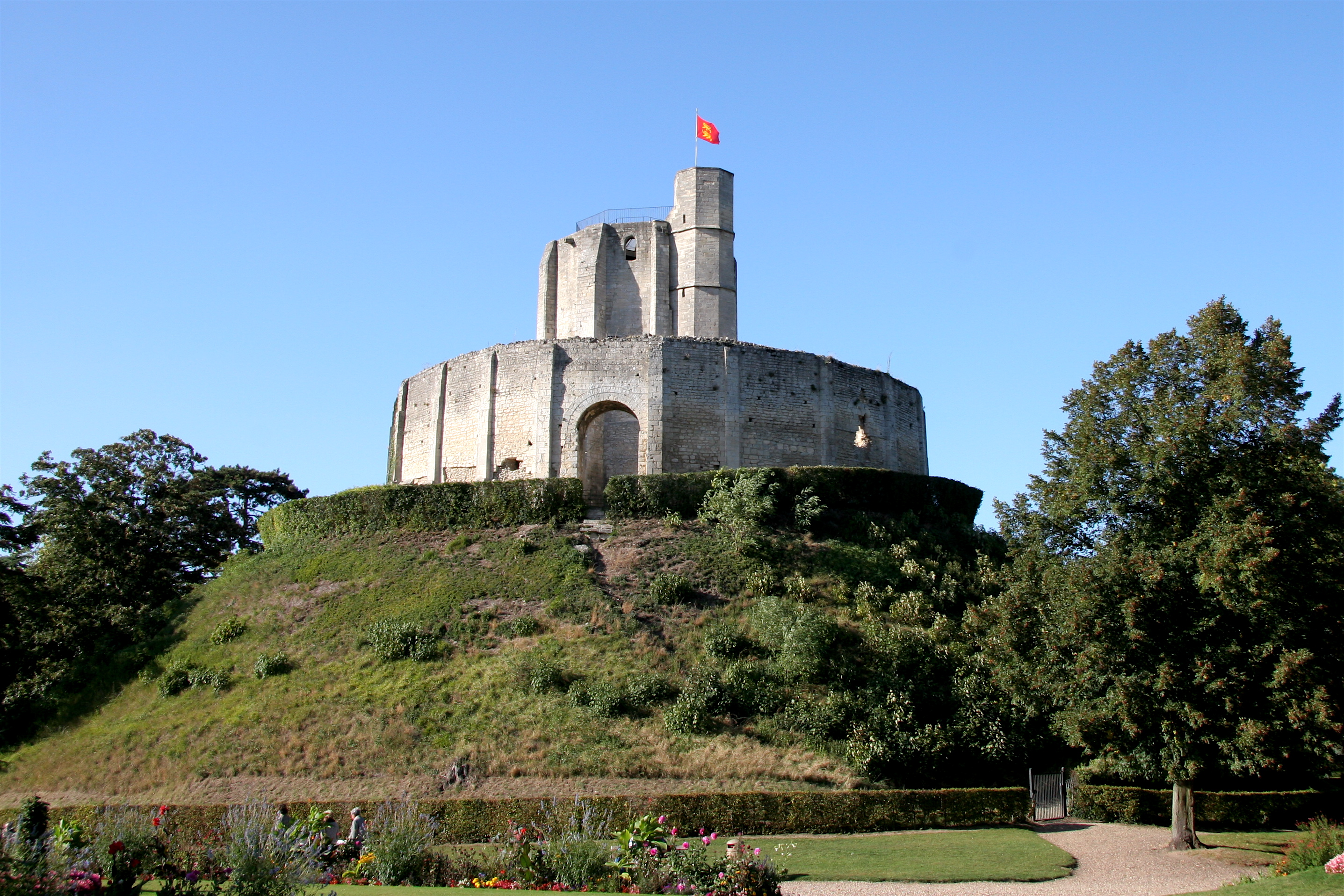
Un château à motte du XIIe siècle : château de Gisors, dans l'Eure, France
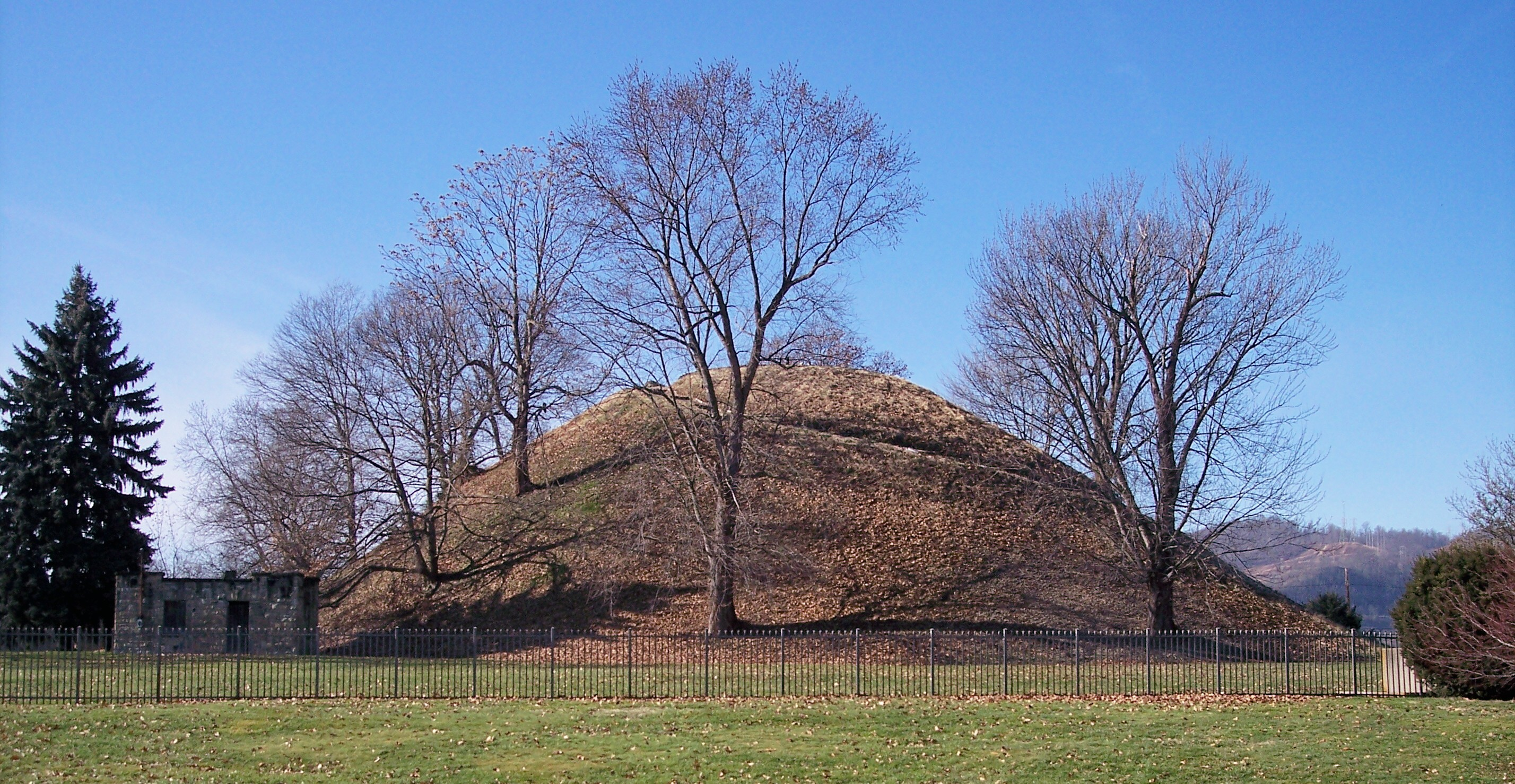
Un tumulus Adena (tumulus funéraire) : Grave Creek Mound, Virginie-Occidentale, USA
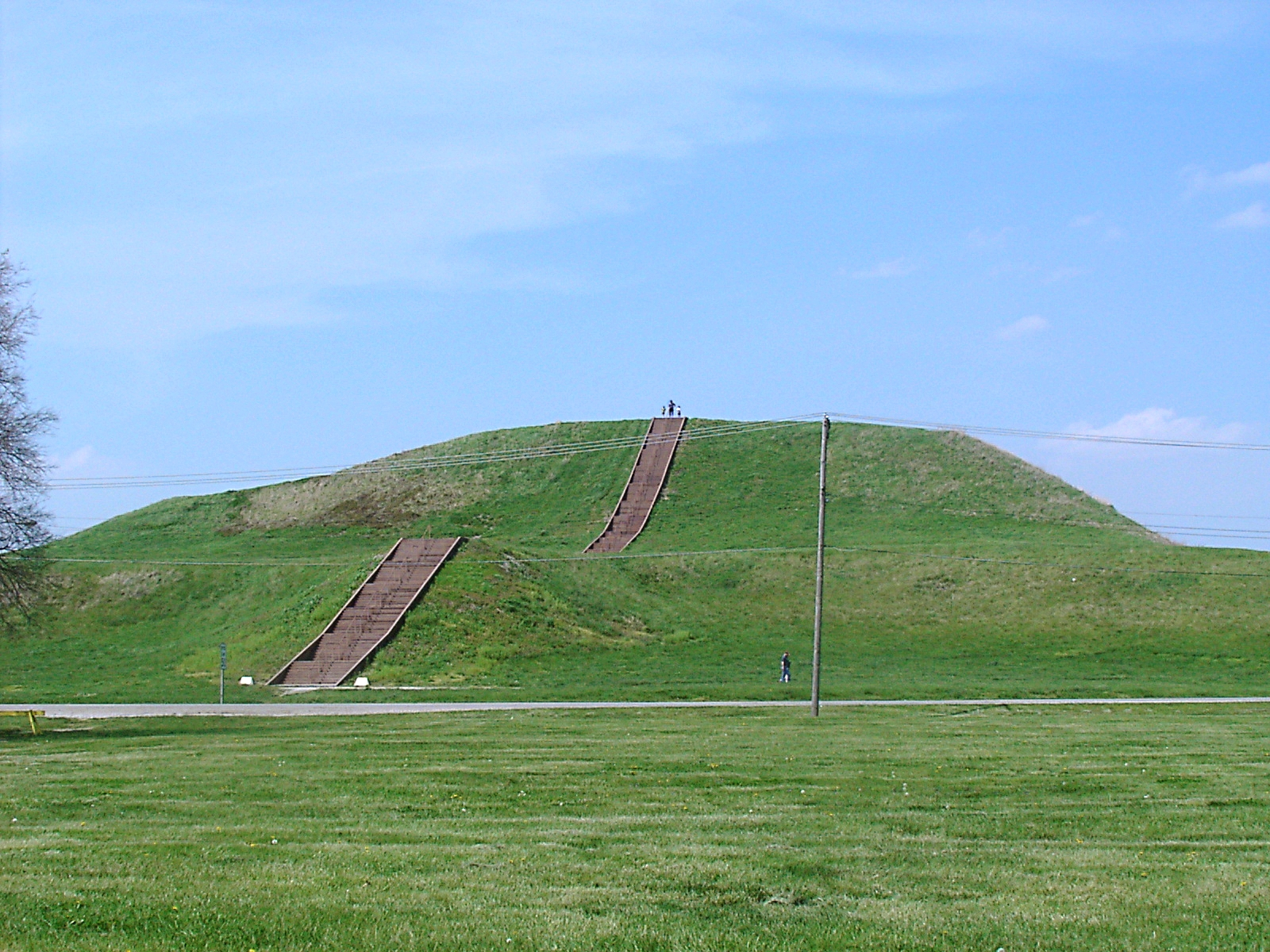
Une butte-plateforme du Mississippi : Cahokia, Illinois, USA
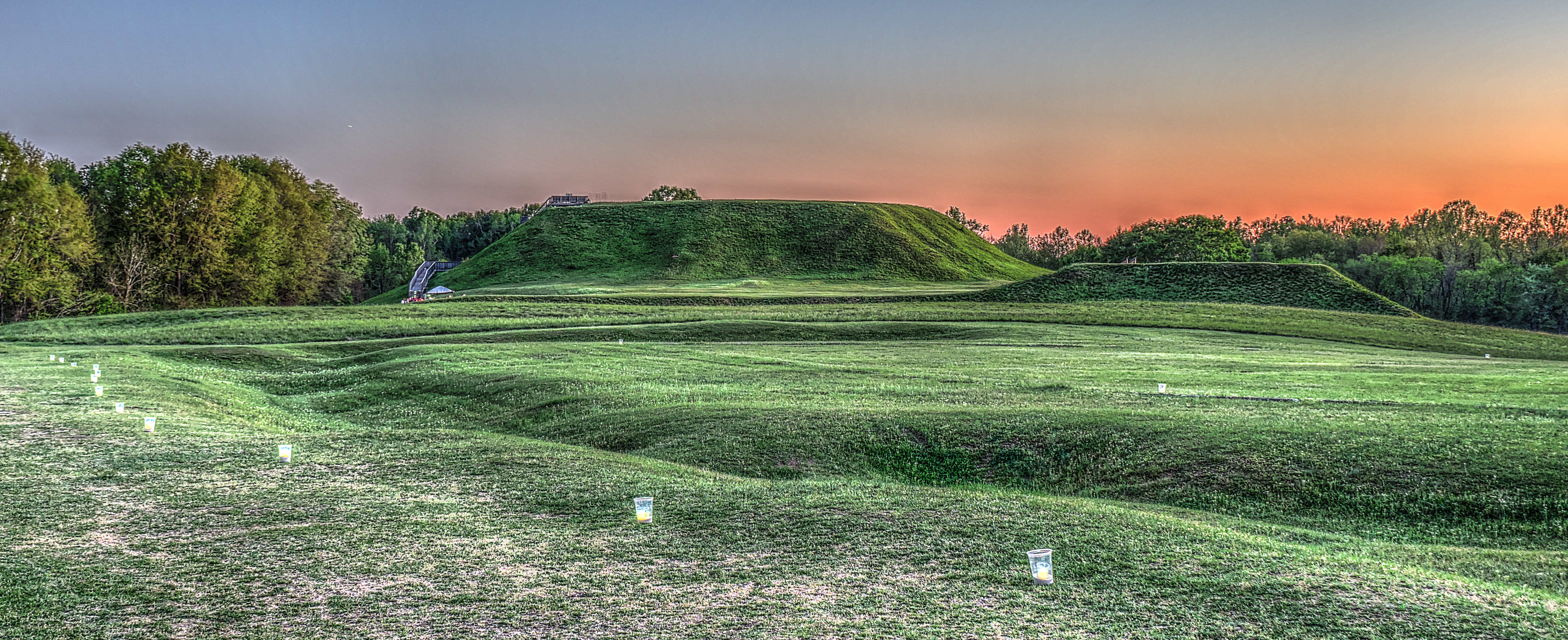
Temple Mound au Ocmulgee National Monument
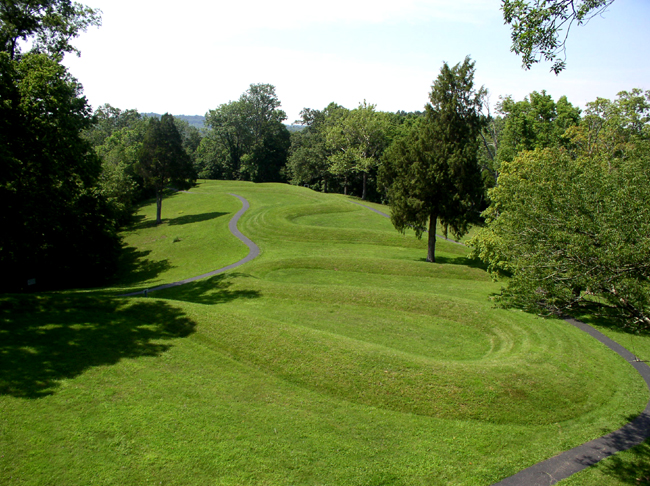
Tertre d'effigie de Fort Ancient : Tumulus du Grand serpent, Ohio, USA
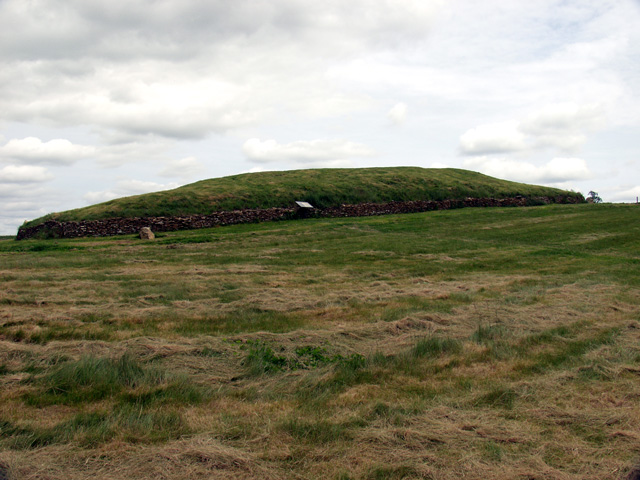
Un long tumulus néolithique : Stoney Littleton Long Barrow, Somerset, Angleterre
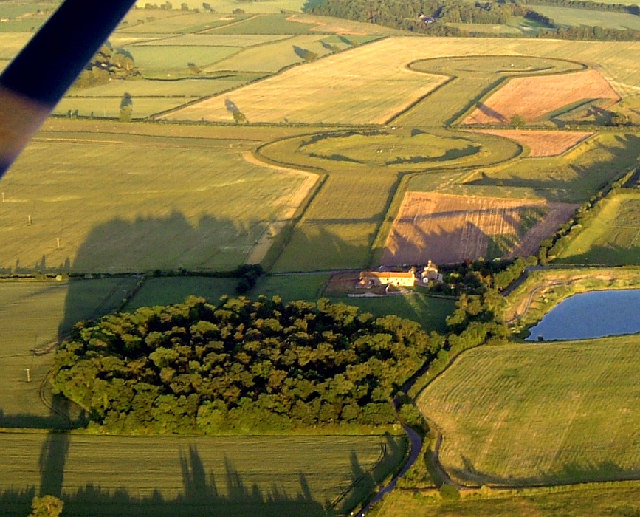
Un henge du Néolithique : Thornborough Henges, Yorkshire du Nord, Angleterre